# Bitwa pod Krwawym Borem

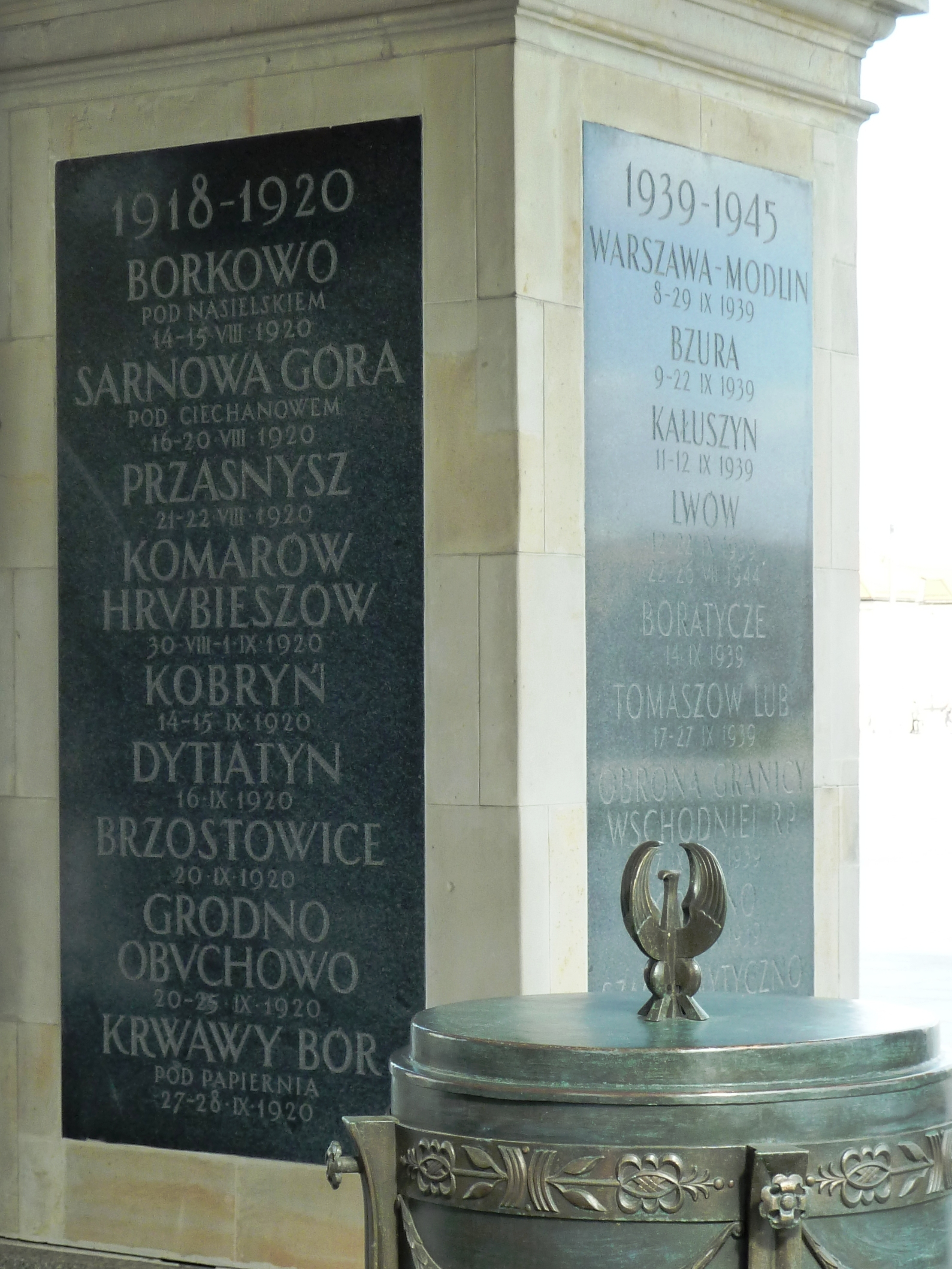
Grób Nieznanego Żołnierza w Warszawie - upamiętnienie bitwy KRWAWY BÓR 27-28·IX·1920

Bitwa pod Krwawym Borem – bitwa stoczona 27 i 28 września 1920 roku w lasach na ziemi lidzkiej, nad rzeką Lebiodą koło Papierni przez oddziały polskie 1 Dywizji Litewsko-Białoruskiej (DLB) z siłami 3 Armii sowieckiej. Znana też jako bitwa nad Lebiodą lub bój pod Papiernią.
W czasie bitwy niemeńskiej 1 DLB gen. Jana Rządkowskiego tworzyła z 1 Dywizją Piechoty Legionów i z 2 i 4 Brygadą Jazdy, Północną Grupę Uderzeniową 2 Armii, która wykonywała manewr przez skrawek terytorium Litwy na głębokie tyły 3 Armii sowieckiej dowodzonej przez Władimira Łazarewicza, broniącej Grodna. 26 września wojska Łazariewicza pod naciskiem 2 Armii polskiej rozpoczęły odwrót na Lidę. O odwrocie Naczelne Dowództwo WP powiadomiło gen. Rządkowskiego z opóźnieniem (rozkaz wydany 25., dotarł z 24-godzinnym opóźnieniem). 27 września o świcie gen. Rządkowski siłami mińskiego i wileńskiego pułku strzelców ruszył na przeprawy na rzece Lebioda, aby uniemożliwić sowietom odwrót. W Wasiliszkach pułk miński (około 1100 żołnierzy) zaskoczył i zmusił do odwrotu 5 Brygadę Strzelców z 2 Dywizji Strzelców, po czym dalej zmierzał w kierunku przeprawy. Za nim szedł pułk wileński (1200 żołnierzy), artyleria, dowództwo i tyły. O 13:00 pułk miński zajął Papiernię i jego II batalion ruszył na przeprawę. Równocześnie w jej stronę zbliżały się siły główne 3 Armii (2, 5, 6 i 56 DS), cofające się na Lidę. Część 2 DS i 6 DS przeprawiła się i odpoczywała na wschodnim brzegu. II batalion pułku mińskiego, po wyjściu z Krwawego Boru trafił na drodze pod Feliksowem na nieubezpieczonych Rosjan, uderzył z marszu i rozbił ich. Polacy opanowali Feliksów i zmusili sztab 3 Armii kwaterujący w Lebiodzie do ucieczki. Przed opuszczeniem wsi Łazariewicz wydał rozkaz 5 i 6 DS natarcia z zachodu i wschodu i odbicie przeprawy. Sztab 3 Armii pod polskim ostrzałem wycofał się do Lidy, jednak stracił łączność z dywizjami. 18 BS z 6 DS uderzyła na II batalion polski od wschodu, a oddziały sowieckie 2 i 5 DS uderzyły od zachodu i zepchnęły polski batalion do Krwawego Boru. Tutaj batalion wytrwał w obronie do przybycia I i II batalionu pułku mińskiego. Wzmocnieni Polacy przeszli do natarcia i przez kilka godzin toczyli bój o Feliksów i Lebiodę z przeważającymi siłami sowietów. Wieczorem Polacy cofnęli się do Krwawego Boru. Sowieci opanowali drogę na Lidę, którą ruszyły oddziały 3 Armii.
Około godziny 19 nadszedł opóźniony pułk wileński. Zorganizowano nowe natarcie i opanowano przeprawę na Lebiodzie. Pułk wileński zajął obronę na rzece, a wykrwawiony pułk miński przeszedł do odwodu z jednym batalionem wysunięty do Krwawego Boru. Żołnierzom wieczorem przekazano informację, że Polacy wdarli się do Grodna. Ta wiadomość spowodowała błędny wniosek gen. Rządkowskiego, że jeśli walki toczą się pod Grodnem, to nie należy oczekiwać sił głównych 3 Armii, które musiały dopiero rozpocząć odwrót znad Niemna. Rzeczywiście sowieci opuścili Grodno w nocy 25/26 września. Około godz. 20 do przepraw na Lebiodzie podeszła 56 DS. Jej pułki o 21:00 uderzyły na odcinku 2–3 km siłami kilku tysięcy żołnierzy. Masy piechoty sowieckiej wdarły się w polską obronę. Doszło do walki wręcz. Pułki wileński i miński zostały przytłoczone liczebnością Rosjan. Jednocześnie od wschodu uderzyły sowieckie 2 i 6 DS. Rosjanie z determinacją walczyli o odblokowanie drogi na Lidę. Podczas walk w nocy oddziały polskie i sowieckie przemieszały się. Walczono na granaty i bagnety. Obie strony nie brały jeńców. 28 września o 1 w nocy Polacy zostali zepchnięci do Krwawego Boru. Rosjanie opanowali szosę, którą do 4 rano trwał przemarsz 3 Armii na Lidę.
Bój pod Krwawym Borem zdezorganizował dowodzenie w 3 Armii. Sztab Łazariewicza uciekł do Lidy. Tam został zaatakowany przez 1 DPLeg i musiał wycofywać się dalej na wschód, jeszcze przed nadejściem czołowych oddziałów armii. Bitwa pod Krwawym Borem opóźniła marsz 3 Armii na Lidę, w wyniku czego 1 DPLeg zdążyła opanować miasto i zagrodzić przeciwnikowi drogę odwrotu na wschód.
W bitwie Polacy stracili 130 poległych, 230 rannych i 410 zaginionych. Większość żołnierzy zaginionych była rozproszona i w następnym dniu wróciła do szeregu. Kilkudziesięciu jeńców sowieci rozstrzelali 28 września w lasach pod Lidą. Straty 3 Armii sowieckiej to kilkaset poległych i rannych, 1000 jeńców, 12 dział i 15 ckm.
Walki żołnierzy polskich pod Krwawym Borem zostały upamiętnione na Grobie Nieznanego Żołnierza w Warszawie, napisem na jednej z tablic w II RP „KRWAWY BÓR k/PAPIERNI 27–28 IX 1920” i po 1990 r. – „KRWAWY BÓR pod PAPIERNIĄ 27–28 IX 1920”.